# Sorin-Titus Muncaciu
Sorin-Titus Muncaciu (n. 12 septembrie 1953, Costache Negri, Regiunea Galați, România) este un politician român, ales deputat în 2020 din partea partidului Alianța pentru Unirea Românilor (AUR).

## Educație și formare profesională
Sorin-Titus Muncaciu s-a născut pe 12 septembrie 1953, la Costache Negri, județul Galați, în Republica Populară Română. A urmat o carieră medicală, studiind la Universitatea de Medicină și Farmacie „Carol Davila” din București, Colegiul Național „Gheorghe Lazăr” din București și la universitatea catolică Marymount din Virginia, Statele Unite. Muncaciu are cetățenie americană.

## Carieră politică

### Deputat (2020–prezent)

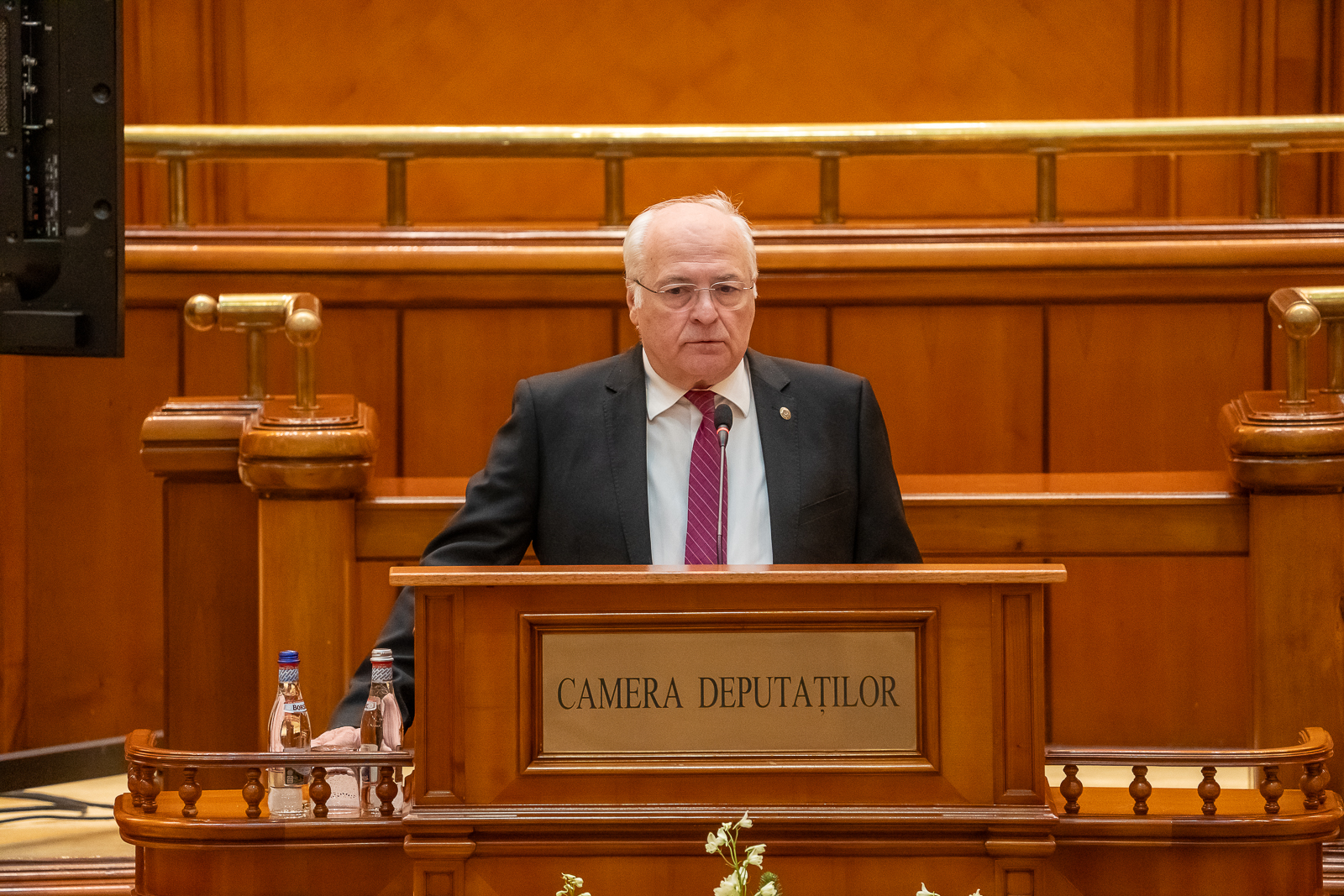
Muncaciu depunând jurământul, 21 decembrie 2024

În urma alegerilor parlamentare din 2020 pe 6 decembrie, Muncaciu a fost ales membru al Camerei Deputaților, în circumscripția nr. 18 Galați, preluând mandatul pe 21 decembrie. A fost ales deputat în aceeași circumscripție la alegerile din 2024 din 1 decembrie a acelui an. Muncaciu este membru al Adunării Parlamentare a Consiliului Europei.